# Вальмаседа
Вальмаседа (исп. Valmaseda, баск. Balmaseda) — муниципалитет в Испании, входит в провинцию Бискайя в составе автономного сообщества Страна Басков (автономное сообщество). Муниципалитет находится в составе района (комарки) Лас-Энкартасьонес. Занимает площадь 22,3 км². Население — 7 366 человек (на 2010 год). Расстояние до административного центра провинции — 30 км.
Покровителем города считается святой Северино. Этимология названия происходит от слов долина виноградников.

## История
Город основан в 1199 году. После периода борьбы и попеременного владения городом между королевствами Наварры и Кастилии Вальмаседа с 1388 года осталась в бискайской Наварре. В ходе Пиренейских войн 5 ноября 1808 года произошла т.н. битва при Вальмаседе между наполеоновскими французскими и испанскими войсками, победу в которой одержали последние.

## Современность
Основными достопримечательностями города являются римский мост Пуэнте-Вьехо XIII века, здание Ратуши и местного правительства (Ayuntmiento), кафедральный собор святого Северино XIV века, церковь Корасон де Мария (Klaret Antzokia) с музеем, церковь святого Хуана, дворец Хоркаситас, исторический музей Вальмаседы, музей беретной фабрики Ла-Энкартада, современное здание дворца правосудия.
Город известен проводимым в марте средневековым рынком и проводимым 23 октября фестивалем святого Северино.
В Вальмаседе есть своя одноимённая футбольная команда.

## Фотографии

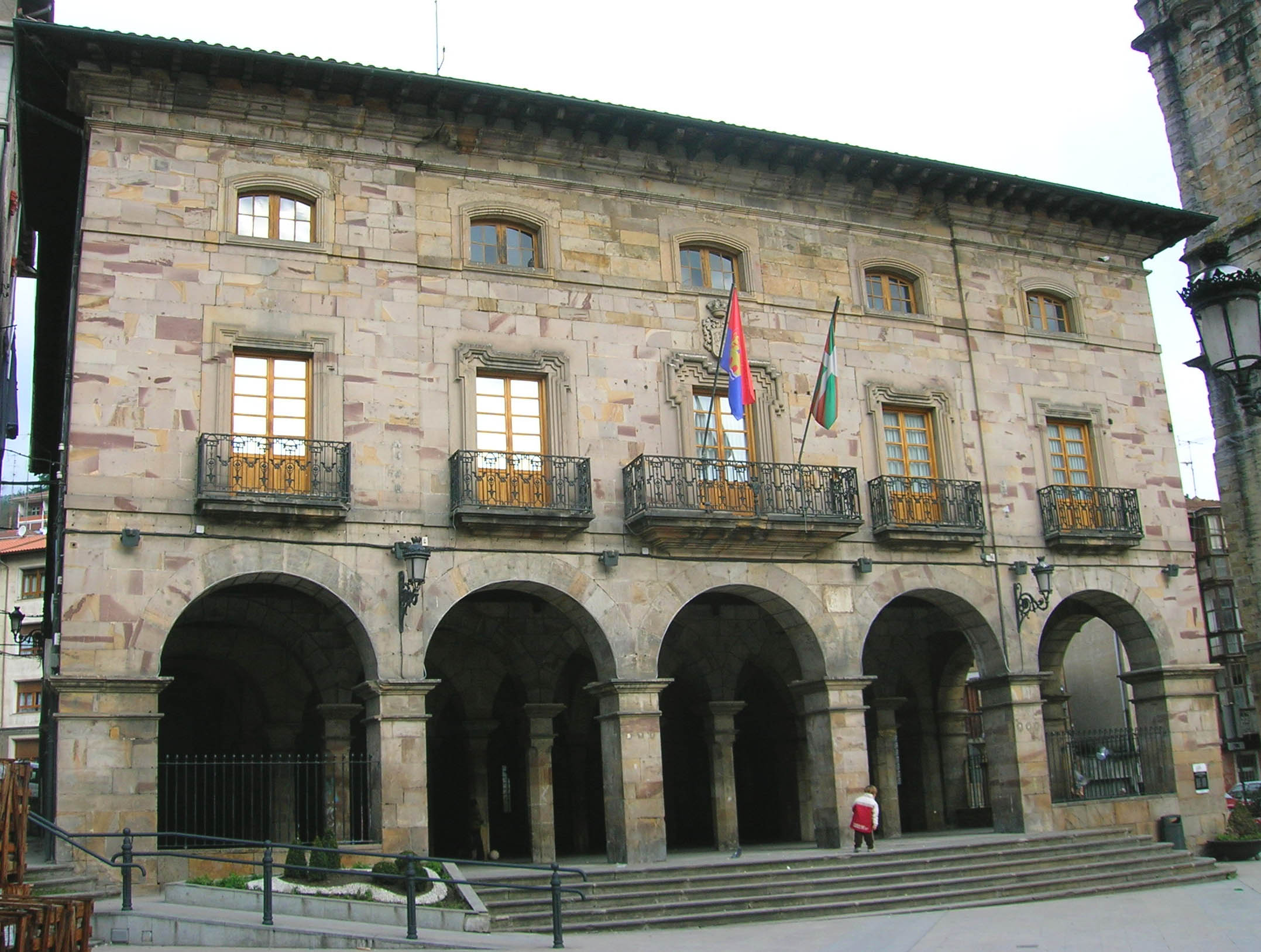
Ратуша и местное правительство
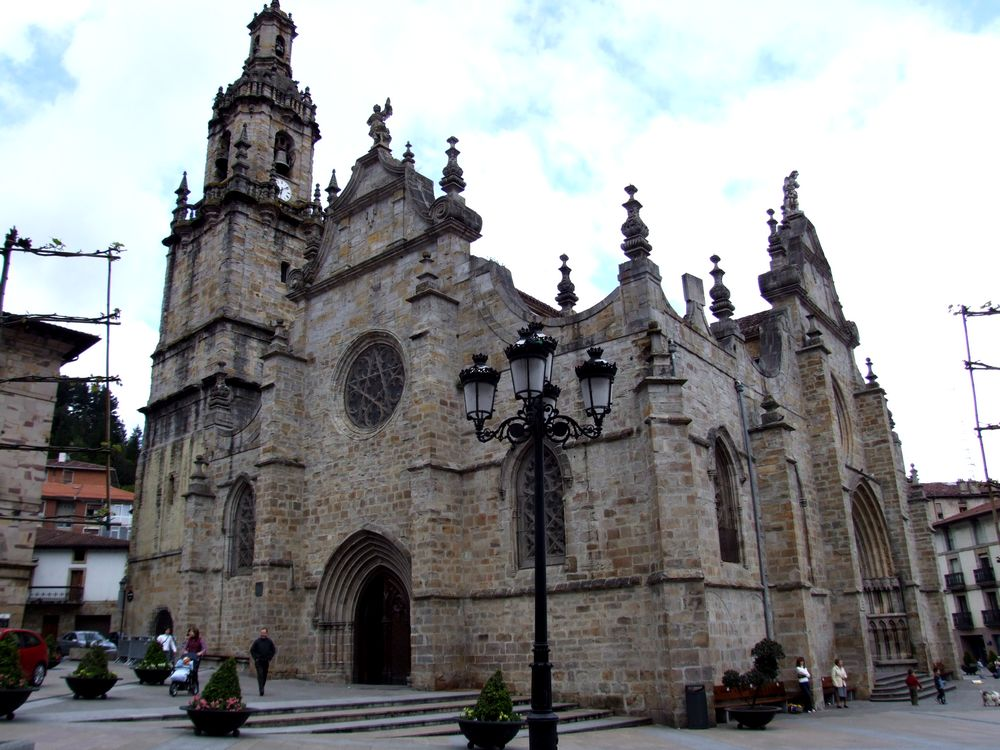
Кафедральный собор Святого Северино
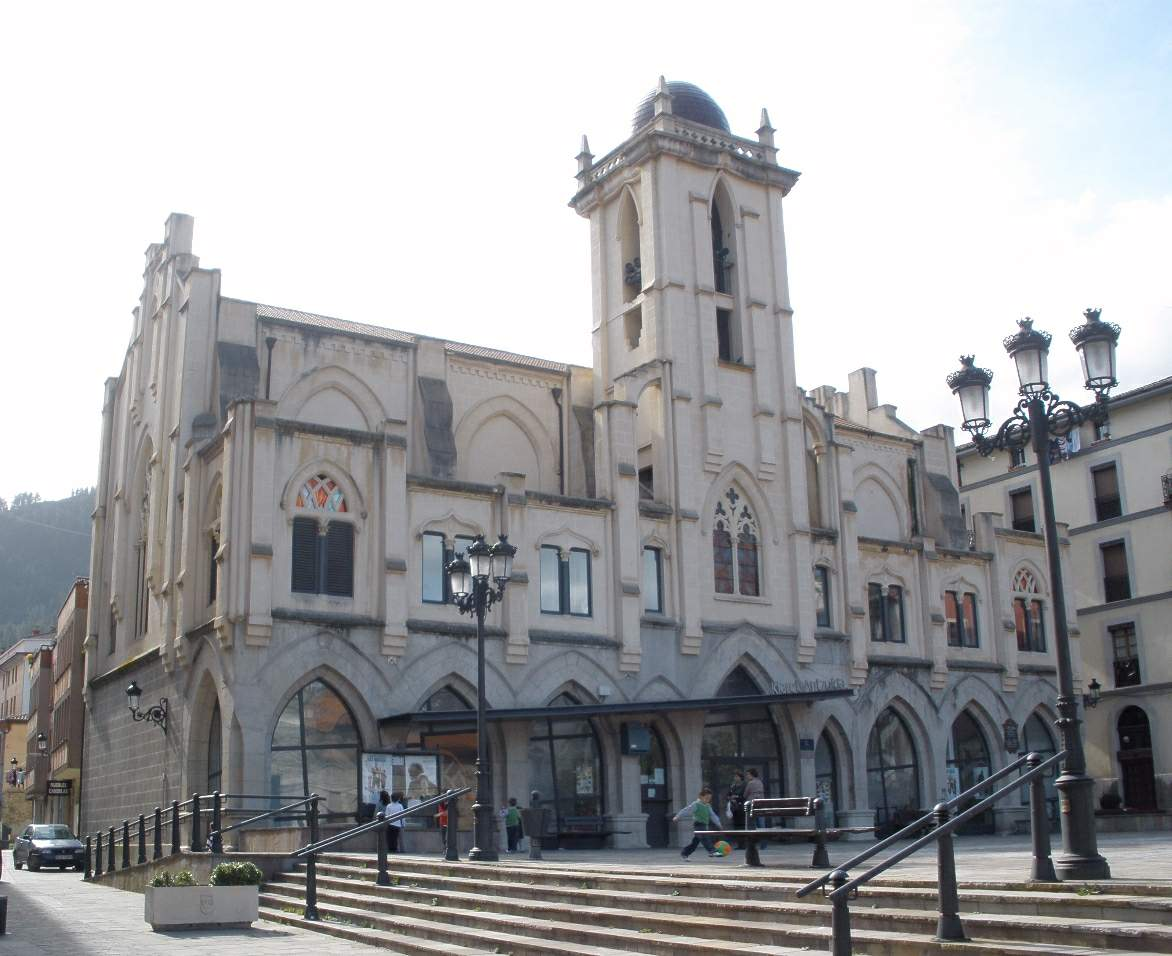
Церковь Корасон де Мария
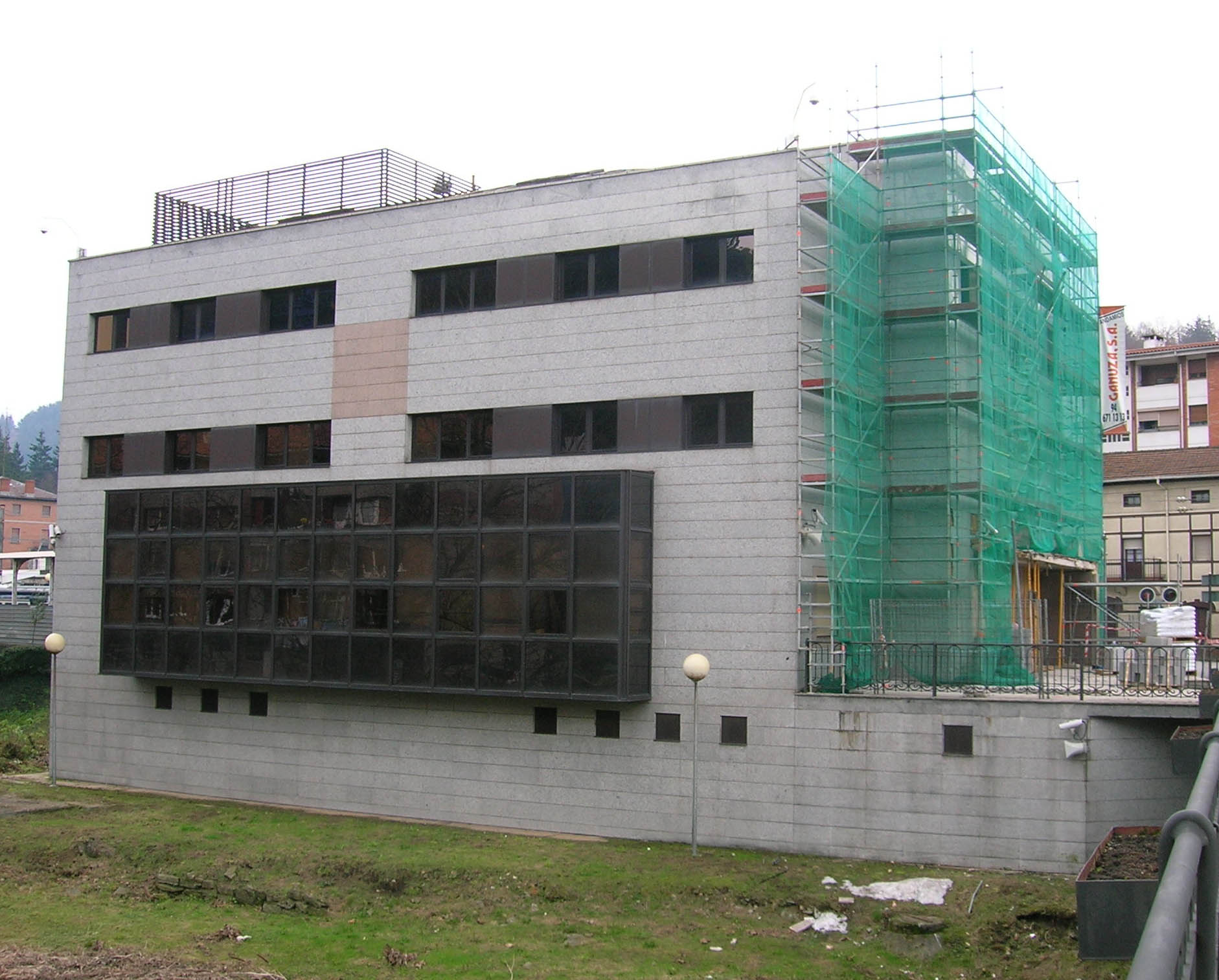
Дворец правосудия
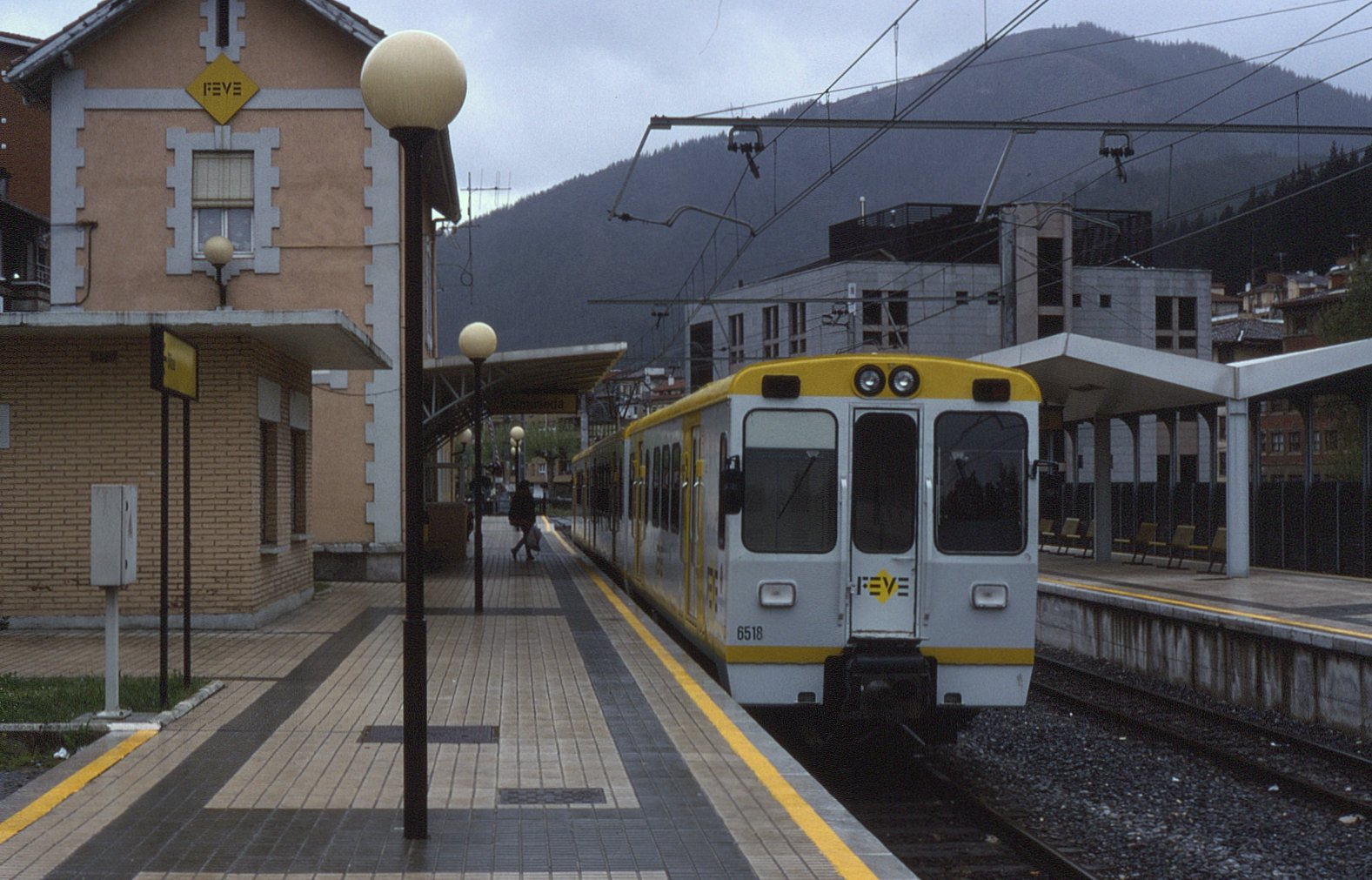
Железнодорожная станция Feve

## Население
| Год  | Численность | Численность   |
| ---- | ----------- | ------------- |
| 2001 | 7026        | [ 3 ]         |
| 2002 | 7067        | [ 4 ]         |
| 2004 | 7117        | [ 5 ]         |
| 2005 | 7090        | [ 6 ]         |
| 2006 | 7073        | [ 7 ]         |
| 2007 | 7105        | [ 8 ]         |
| 2008 | 7174        | [ 9 ]         |
| 2009 | 7270        | [ 10 ]        |
| 2010 | 7366        | [ 11 ]        |
| 2011 | 7583        | [ 12 ]        |
| 2012 | 7737        | [ 13 ]        |
| 2013 | 7833        | [ 14 ]        |
| 2014 | 7829        | [ 15 ]        |
| 2015 | 7800        | [ 16 ]        |
| 2016 | 7655        | [ 17 ]        |
| 2017 | 7739        | [ 18 ]        |
| 2018 | 7684        | [ 19 ] [ 20 ] |
| 2019 | 7697        | [ 21 ]        |
| 2020 | 7722        | [ 22 ]        |
| 2021 | 7651        | [ 23 ]        |
| 2022 | 7636        | [ 24 ]        |
| 2023 | 7593        | [ 25 ]        |
| 2024 | 7633        | [ 2 ]         |